# Оселна (област Враца)
 Тази статия е за селото в Област Враца.  За другото село с това име вижте Оселна (Софийска област).  
Осѐлна е село в Северозападна България, община Мездра, област Враца.

## География
Село Оселна се намира на около 16 km южно от областния център Враца, около 16 km запад-югозападно от общинския център Мездра и около 2 km югозападно от село Зверино. Разположено е в северните разклонения на Ржана планина – част от Западна Стара планина, в долината на Ръжанска река (срещана и с имената Ржана, Ръжана) – дълъг около 9 km десен приток на река Искър, имащ началото си под връх Щадимо (1549 m) в Ржана планина. Надморската височина в южния край на селото в долината на Ръжанска река е около 540 m и намалява до около 290 m около вливането ѝ в Искър.
Общински път, идващ от село Зверино, минава по цялата дължина на Оселна, представлявайки и главна улица на селото.
Землището на село Оселна граничи със землищата на: село Зверино на север и североизток; село Игнатица на изток; село Осеновлаг на юг; село Еленов дол на юг и югозапад; село Злидол на запад.
Населението на село Оселна, наброявало 683 души при преброяването към 1934 г. и 726 към 1956 г., намалява до 380 (по текущата демографска статистика за населението) към 2020 г.
При преброяването на населението към 1 февруари 2011 г., от обща численост 473 лица, за 393 лица е посочена принадлежност към „българска“ етническа група и за 80 не е даден отговор.

## История
През 1891 г. в село Оселна е открито начално училище. Училището е прекъсвало заниманията си временно през войните в периода 1912 – 1918 г. През 1934 г. е построена нова училищна сграда. През 1950 г. в селото е открита прогимназия, която през учебната 1952/1953 г. става пълна. През периода 1950 – 1960 г. училището е основно, през периода 1960 – 2006 г. отново е начално, а през 2006 г. то е закрито.
Читалището „Просвета“ в Оселна е основано през 1929 година.

## Население
Преброяване на населението през 2011 г.
Численост и дял на етническите групи според преброяването на населението през 2011 г.:
|                     | Численост | Дял (в %) |
| Общо                | 473       | 100,00    |
| Българи             | 393       | 83,08     |
| Турци               | 0         | 0,00      |
| Цигани              | 0         | 0,00      |
| Други               | 0         | 0,00      |
| Не се самоопределят | 0         | 0,00      |
| Неотговорили        | 80        | 16,91     |

## Религии
Селото е с изцяло християнско население.

## Обществени институции
Село Оселна към 2022 г. е център на кметство Оселна.
В село Оселна към 2022 г. има:
- действащо читалище „Просвета – 1929 – Оселна“;[10][11]
- православна църква „Свети Дух“.

## Природни и културни забележителности
Във водите на Ржана се въди балканска пъстърва и черна мряна. Много хора, които идват тук, се любуват на пъстрите багри на природата. В селото има по реката много тепавици (валявици), които се използват предимно за изпиране на килими и други битови постилки. Край реката има и рибарници. По горното ѝ течение е изградено рибовъдно пъстървово стопанство. В долното си течение реката има естествен красив водопад. В радиус на десетина километра от селото се намират: на североизток известните отвесни скали Ритлите, Черепишкият манастир; на запад-северозапад паметникът на дядо Йоцо; на юг-югозапад Осеновлашкият манастир „Света Богородица“ (Седемте престола); на север-северозапад пещерата „Леденика“; на север проходът „Вратцата“.
Селото има самодеен фолклорен състав със свои музиканти. Представя селото навсякъде с български народни песни, характерни за своя край, както и с хорà и ръченица.

## Редовни събития
Празникът на селото се чества през лятото с курбан. Свещеник отправя свещена литургия.
Обичаите на този български край се спазват всяка година – лазаруване, коледуване и други.

## Личности
- Кирил Величков (1928 – 2001), български офицер, генерал-майор